# Collecte des eaux de pluie au Royaume-Uni
La collecte des eaux de pluie (Rainwater harvesting - RWH) est une pratique de plus en plus importante au Royaume-Uni, en particulier dans le sud-est de l'Angleterre, où il y a moins d'eau disponible par personne que dans de nombreux pays méditerranéens. La collecte de l'eau de pluie au Royaume-Uni est à la fois une technique traditionnelle et revitalisée, pour la collecte de l'eau à usage domestique. Cette eau est généralement utilisée à des fins non hygiéniques comme l'arrosage des jardins, le rinçage des toilettes et le lavage des vêtements. Il y a une demande croissante pour de plus grands systèmes de réservoir recueillant entre 1000 et 7500 litres d'eau. Les deux utilisations principales de l'eau de pluie récoltée sont les utilisations botaniques, comme le jardinage, l'irrigation des plantes, et les usages domestiques, toilettes à chasse d'eau et machines à laver[réf. nécessaire]. L'eau de pluie est presque toujours collectée à même le toit, puis filtrée à l'aide d'un filtre fixé au tuyau de descente, un filtre à panier fin ou des systèmes plus coûteux comme des filtres autonettoyants placés dans un réservoir souterrain. Les maisons britanniques utilisant un système de collecte d'eau de pluie peuvent réduire leur consommation d'eau de 50 % ou plus, bien qu'une économie de 20 à 30 % soit plus courante.

## Histoire

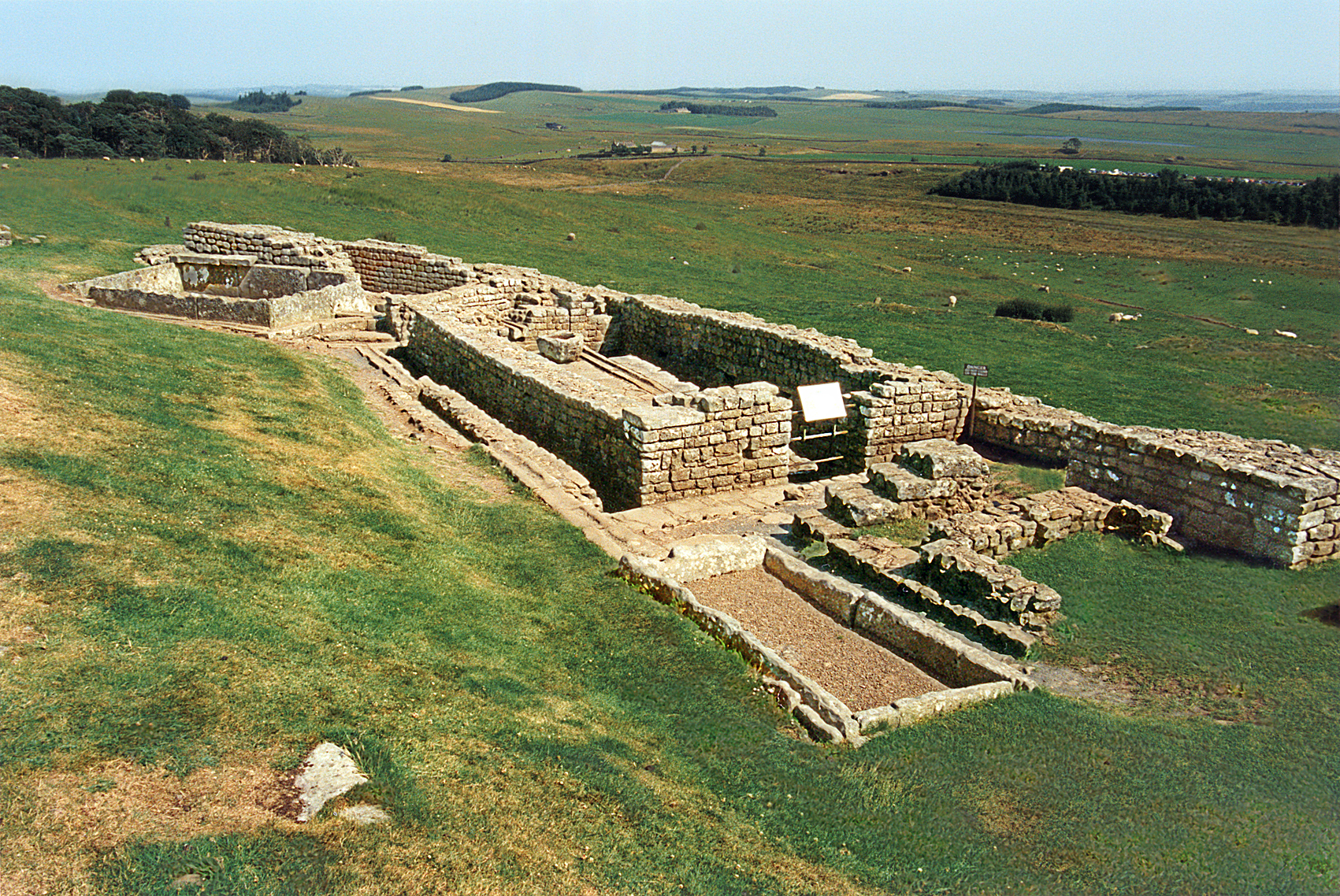
Centre - Latrines du Fort romain de Housesteads; En haut à gauche - Réservoir de récupération d'eau de pluie

Avant l'utilisation répandue des conduites d'eau, RWH était un moyen traditionnel d'obtenir de l'eau au Royaume-Uni. Dès le IIe siècle av. J.-C., des preuves archéologiques montrent que le Fort romain de Housesteads dans le Northumberland utilisait la récupération de l'eau de pluie pour évacuer les latrines. Les châteaux anglais du 12e et 13e siècle ont également des systèmes notables de récolte d'eau de pluie, tels que Carreg Cennen, Orford, et Warkworth Castle.
Au XIXe siècle et au début du XXe siècle, avant l'accès généralisé aux conduites d'eau, la plupart des grandes habitations bourgeoises tiraient leur eau potable des sources et des puits, mais cette eau était généralement dure, ce qui les rendait impropres au lavage. Ainsi, ces maisons étaient généralement conçues pour récolter également l'eau de pluie utilisée pour le lavage. Pendant l'entre-deux-guerres, les maisons dans les zones d'eau dure étaient parfois construites avec des réservoirs de stockage d'eau de pluie formant le toit d'une arrière-cuisine. L'eau de pluie a été amenée à un troisième robinet pour le lavage. La collecte des eaux de pluie a perdu de sa popularité à mesure que les conduites d'eau se sont répandues au début du XXe siècle.

## Statut actuel

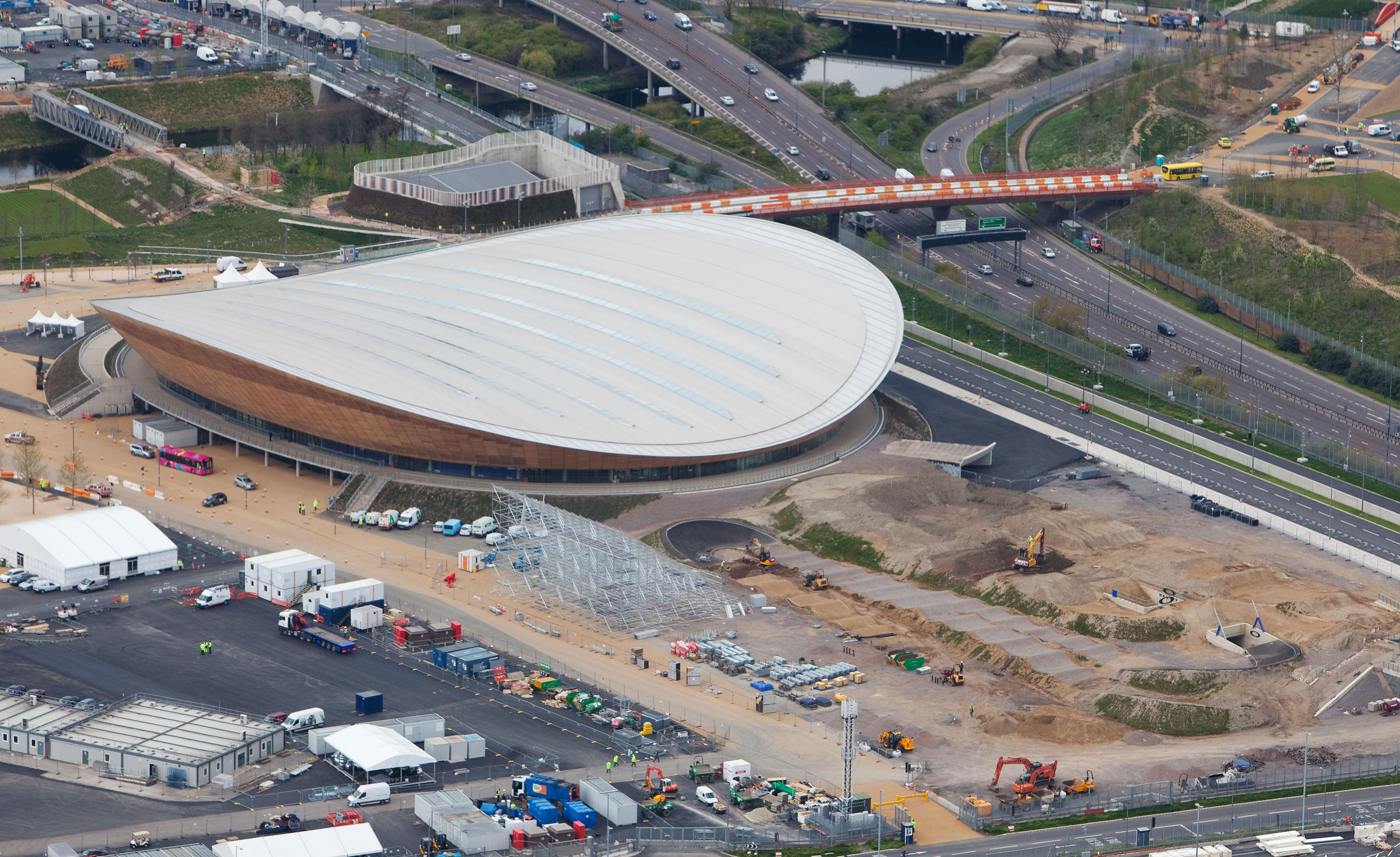
Le vélodrome du Parc olympique de Londres est conçu pour récolter l'eau de pluie

Ces dernières années, la collecte des eaux de pluie est devenue plus courante en raison de l'augmentation des prix de l'eau. Alors que la récupération de l'eau de pluie a été utilisée dans des installations prestigieuses comme le vélodrome du Parc olympique de Londres, la reprise du Royaume-Uni est restée en retrait par rapport à d'autres pays comme l'Allemagne (actuel leader mondial de la collecte des eaux pluviales). À l'heure actuelle, seulement environ 400 systèmes RWH sont installés au Royaume-Uni chaque année.
Certains grands projets de vente au détail intègrent désormais la collecte de l'eau de pluie, même dans certaines parties plus humides du Royaume-Uni.
Le gouvernement du Royaume-Uni encourageait la collecte des eaux de pluie par le biais du Code for Sustainable Homes. Le code classe les maisons sur une échelle de un à six et exige que les nouvelles maisons aient un score d'au moins trois. Une façon d'augmenter le score d'une maison nouvellement conçue est d'incorporer un système de collecte d'eau de pluie. Le code a été révoqué en 2015.
L'Environment Agency a noté que les ressources en eau au Royaume-Uni sont soumises à une pression croissante en raison de la croissance de la population. En outre, l'agence a averti que le sud-est de l'Angleterre doit faire face à une pénurie d'eau plus grave que partout ailleurs en Angleterre ou au pays de Galles, de sorte que l'approvisionnement en eau par habitant est inférieur à celui de nombreux pays méditerranéens. L'agence encourage une approche à deux volets pour à la fois réduire la demande et augmenter l'offre, par exemple en utilisant la collecte de l'eau de pluie. Cependant, il existe un décalage fondamental entre l'offre et la demande; les régions du Royaume-Uni qui souffrent de pénurie d'eau sont dans la plupart des cas également des zones à faible pluviosité, ce qui signifie que les conditions économiques de l'installation d'un système RWH domestique sont moins favorables. Les impacts environnementaux des systèmes RWH domestiques en termes d'énergie sont remis en question puisque l'approvisionnement en eau représente une très faible proportion de la consommation totale d'énergie (environ 4 %),. Pour un ménage britannique, l'impact de l'approvisionnement en eau de la maison sur le CO2 est d'environ 100 g de CO2 par jour, soit environ 1/600 de l'impact quotidien total. Toutefois, dans les pays où l'approvisionnement en eau n'est pas répandu ou où l'impact environnemental de l'eau de distribution est très élevé, la RWH peut avoir plus de mérite.
L'installation des systèmes de collecte de l'eau de pluie au Royaume-Uni doit se faire conformément au Règlement sur l'approvisionnement en eau (raccords d'eau) - Water Supply (Water Fittings) Regulations -et au BS8515, afin d'assurer la sécurité. BS8515 fournit également des détails sur la façon de dimensionner le réservoir de stockage et permet d'estimer les économies d'eau potentielles. Si vous installez un système RWH, vous devrez en informer votre compagnie d'eau.
La récolte d'eau de pluie à grande échelle pourrait bien convenir aux exploitations agricoles dans le cadre d'une stratégie de gestion des bassins hydrographiques visant à réduire les risques d'inondation et à réduire la pollution,.